# Obelisk w Białowieży
Obelisk w Białowieży – pomnik w formie obelisku upamiętniający jedno z największych polowań królewskich w Puszczy Białowieskiej, które odbyło się 27 września 1752. Obelisk odsłonięty w latach 50. XVIII wieku, będący najstarszym zabytkiem Białowieży ustawiony jest na grobli pomiędzy dwoma stawami w Parku Pałacowym, na którego terenie znajdował się pałac zbudowany na polecenie cesarza Rosji Aleksandra III.

## Geneza pomnika
Obelisk upamiętnia polowanie w którym uczestniczył elektor Saksonii, król Polski i wielki książę litewski August III Sas wraz z rodziną i dworem. Tysiąc naganiaczy (miejscowych chłopów) dowodzonych przez saksońskich jegrów, napędziło puszczańską zwierzynę w sieci. Złapane zwierzęta wpuszczono do zwierzyńca, założonego w XVI wieku przez króla Stefana Batorego, które na polecenie Augusta III odnowiono, rozszerzono i zmodyfikowano. Z ogrodzonej powierzchni wybiegał korytarz, u wylotu którego znajdowała się myśliwska altana. Następnie służba leśna napędziła zwierzęta do korytarza i gdy pojedyncze sztuki, widząc przed sobą otwartą przestrzeń przyśpieszały biegu, padały od strzałów króla i jego żony Marii Józefy, siedzących wygodnie w altanie. Wszystką ubitą zwierzynę rozdano pomiędzy miejscowych chłopów.

## Pomnik
Obelisk wykonany z białego piaskowca o wysokości 6 łokci ustawiono na niewielkim ziemnym nasypie, na prawym brzegu rzeki Narewka, pośrodku osady Białowieża. W późniejszym czasie ogrodzono go drewnianym parkanikiem rozebranym w 1894 po wybudowaniu pałacu, usytuowanego na wzgórzu za obeliskiem. W czasach Cesarstwa Rosyjskiego pomnik był pieczołowicie chroniony – zimą nakładano na niego specjalny pokrowiec, zabezpieczający przed niekorzystnym wpływem czynników atmosferycznych a latem urządzano przy nim kwietnik. Podczas I wojny światowej, w sierpniu 1915 obelisk został wywieziony przez Cesarską Armię Rosyjską w głąb Rosji. W 1921, w drodze rewindykacji po podpisaniu traktatu ryskiego kończącego wojnę polsko-bolszewicką, obelisk rozłamany na dwie części i mocno poobijany, powrócił do Polski. Przez wiele lat przechowywano go w Warszawie. Do Białowieży przywieziono go w 1938, po dokonaniu renowacji. Obelisk ustawiono na niewielkim cementowym postumencie, w połowie grobli pomiędzy stawami. 27 kwietnia 1973, Wojewódzki Konserwator Zabytków w Białymstoku wpisał pomnik na listę obiektów zabytkowych. Na obelisku znajdują się napisy po polsku i niemiecku o treści (pisownia oryginalna): 

Dnia 27 Septembra 1752 Najaśniejsze Państwo August III Król Polski Elektor Saski, z Królową Jeymością i Królewiczem ichmościem Xawerem i Karolem tu mieli polowanie żubrów i zabili: 42 żubry, to jest 11 wielkich, z których nayważniejszy ważył 14 cetnarów 50 funtów, 7 mniejszych, 18 żubrzyców, 6 młodych, 13 łosiów, to jest 6, z których nayważniejszy ważył 9 cetnarów 75 funtów, 5 samic, 2 młodych, 2 sarn. Suma 57 sztuk.

 Dodatkowo z treści napisów wynika że na owym polowaniu zwanym przez współczesnych „ohydną rzezią”, obecni byli między innymi hetman wielki koronny Jan Klemens Branicki, „premier-minister” i faworyt króla Henryk Brühl, wojewoda sandomierski Jan Wielopolski, starosta warszawski Alojzy Fryderyk Brühl, poczmistrz generalny Rzeczypospolitej Karol Bieberstein, marszałek nadworny Peter August von Schönberg, łowczy Wolfersdorff i inni. Łącznie wymieniono 29 osób.